# Rhachisphora koshunensis
Rhachisphora koshunensis là một loài côn trùng cánh nửa trong họ Aleyrodidae, phân họ Aleyrodinae.
Rhachisphora koshunensis được Takahashi miêu tả khoa học đầu tiên năm 1933.